# Condado de Calhoun (Texas)
O Condado de Calhoun é um dos 254 condados do estado norte-americano do Texas. A sede do condado é Port Lavaca, e sua maior cidade é Port Lavaca.
O condado possui uma área de 2 673 km² (dos quais 1 346 km² estão cobertos por água), uma população de 20 647 habitantes, e uma densidade populacional de 16 hab/km² (segundo o censo nacional de 2000).
O condado foi criado em 1846.